# Distrito de Nawada
Nawada (en bihari; नवादा जिला) es un distrito de India en el estado de Bihar. Código ISO: IN.BR.NW.
Comprende una superficie de 2 492 km².
El centro administrativo es la ciudad de Nawada.

## Demografía
Según censo 2011 contaba con una población total de 2 216 653 habitantes.